# سروستی
سروستی (به لاتین: Srosty) یک منطقهٔ مسکونی در روسیه است که در سرزمین آلتای واقع شده‌است.